# Olga Zajtseva (biatlete)
Olga Aleksejevna Zajtseva (Russisch: Ольга Алексеевна Зайцева) (Moskou, 16 mei 1978) is een Russisch biatlete.
Olga Zajtseva behaalde haar voornaamste resultaten als onderdeel van de Russische estafetteploeg, maar ook individueel wist ze het podium op de wereldkampioenschappen te behalen. Na jarenlang niet in de prijzen te zijn gevallen, kwam in 2005 haar doorbraak.
Tijdens het wereldkampioenschap dat in Hochfilzen werd gehouden eindigde ze vier keer op het podium. Met de damesestafetteploeg werd ze wereldkampioene en met het tweede gemixte Russische team wist ze het zilver te winnen. Het eerste gemixte Russische team won tijdens de eerste keer dat die discipline op het programma stond het goud. Ook individueel geraakte Zajtseva op het podium. Zo werd ze tweede in de sprintwedstrijd en won ze de bronzen medaille tijdens de achtervolging.
Tijdens de Olympische Winterspelen 2006 in Turijn zegevierden de Russinnen opnieuw. Het was Zajtsevas eerste olympische medaille, maar ze mocht zich wel direct olympisch kampioene noemen.